# Arseni d'Alexandria
Arseni d'Alexandria va ser patriarca Ortodox d'Alexandria de l'any 1000 al 1010.
Va ser nomenat patriarca pel califa d'Egipte, el seu cunyat Al-Aziz o potser pel seu nebot Al-Hàkim, conegut com «el Neró d'Egipte» per les persecucions que va dur a terme contra la comunitat cristiana i per la quantitat d'esglésies que va destruir. Era germà d'Orestes, que també va ser elevat al Patriarcat de Jerusalem pel califa, i a qui va substituir com a vicari durant la seva absència de la seu. Hauria estat assassinat en secret l'any 1010.